# شهرستان ونس (کارولینای شمالی)
شهرستان ونس، کارولینای شمالی (به انگلیسی: Vance County, North Carolina) یک سکونتگاه مسکونی در ایالات متحده آمریکا است که در کارولینای شمالی واقع شده‌است.

## خصوصیات
شهرستان ونس ۶۹۹٫۳ کیلومترمربع مساحت دارد.